# سیبروک (ماساچوست)
سیبروک (به انگلیسی: Seabrook) یک منطقهٔ مسکونی در ایالات متحده آمریکا است که در شهرستان برنستبل، ماساچوست واقع شده‌است. سیبروک ۰٫۹ کیلومتر مربع مساحت و ۴۵۵ نفر جمعیت دارد و ۵ متر بالاتر از سطح دریا واقع شده‌است.